# Festival internazionale della creatività Leoni di Cannes
Il Festival internazionale della creatività Leoni di Cannes è un evento internazionale rivolto a chi lavora nel settore della pubblicità e nei settori relativi. Il festival dura 7 giorni verso la fine di giugno e ha luogo a Cannes, in Francia, presso il Palais des Festivals et des Congrès. È l'evento di maggior rilievo nel settore, che culmina con la premiazione dei Lions Awards.
Il festival era precedentemente conosciuto con il nome di Festival internazionale della pubblicità. Attrae ogni anno circa 9.000 professionisti della pubblicità, del design e del marketing da circa 90 paesi nel mondo. Queste persone vengono a stringere relazioni di lavoro, a discutere dell'andamento del mercato, a seguire seminari, workshop e corsi master. Soprattutto vengono a vedere i lavori dei finalisti in lista per vincere  "un leone", ovvero uno dei Lions Awards, e a celebrare il meglio della produzione mondiale dell'anno in corso. I premi in palio seguono il principio delle qualificazioni olimpiche: oro, argento e bronzo.
Ogni anno vengono iscritte al Festival migliaia di campagne di pubblicità: nel 2011 si è raggiunto il record di 28.282 soggetti iscritti.

## Storia
Il Festival dei Leoni di Cannes nasce come ispirazione dalla Biennale del Cinema di Venezia. Un gruppo di committenti di pubblicità al cinema dell'associazione SAWA (Screen Advertising World Association) decidono che i produttori di pubblicità dovessero ricevere un riconoscimento simile.
Danno quindi avvio al Festival internazionale della pubblicità: la prima edizione ha luogo nel settembre del 1954 con 187 film da 14 paesi. Il Leone di piazza San Marco a Venezia dà l'ispirazione al premio: il Leone di Cannes. 
Il secondo Festival ha luogo a Monte Carlo, il terzo a Cannes. I successivi si alternano tra Cannes e Venezia per stabilirsi definitivamente a Cannes nel 1984.
Per meglio riflettere i cambiamenti del mercato sono state aggiunte negli anni varie categorie in cui concorrere: 
- Press & Outdoor Lions (1992)
- Cyber Lions (1998)
- Media Lions (1999)
- Direct Lions (2002)
- RadioLions e Titanium Lions (2005)
- Promo Lions (2006)
- Design Lions (2008)
- PR Lions (2009)
- Film Craft (2010)
- Creative Effectiveness (2011)

Ci sono stati recenti suggerimenti, tuttavia, di ridurre il numero delle categorie in lizza per meglio riflettere la attuale realtà del mercato pubblicitario.
Negli anni '90 venne aggiunto un vasto programma di formazione sotto forma di seminari e laboratori: nel 2011 ci sono state oltre 90 sessioni di formazione durante i 7 giorni del Festival. Tra gli oratori ci sono stati anche Patti Smith, James Murdoch Aaron Sorkin, David Simon, Eric Schmidt.
Nel 2004 la EMAP plc, editrice e organizzatrice di conferenze britannica, rileva la gestione del Festival dal francese Roger Hatchuel, che aveva iniziato a gestirlo nel 1987. La transazione ha fruttato 52 milioni di sterline.
L'attuale direttore generale del Festival è Philip Thomas, il presidente è Terry Savage.
Dal 17 al 24 giugno 2017 si è tenuto il 64º Festival dei Leoni di Cannes.

## I premi
Le giurie dei Leoni di Cannes sono composte da esperti ed esperte di vari campi e provengono da tutto il mondo e sono presiedute da un Presidente di Giuria. Giudicano i lavori iscritti nelle categorie: Film, Film Craft, Media, Press, Outdoor, Cyber, Promo & Activation, Direct, Design, Radio, PR, Creative Effectiveness, Titanium, Integrated.
Altri premi includono: Holding Company of the Year, Network of the Year, Direct Agency of the Year, Media Agency of the Year, Agency of the Year, Independent Agency of the Year, Media Person of the Year, Advertiser of the Year e la Palme d'Or per la migliore compagnia di produzione.
Le campagne sono generalmente iscritte dalle agenzie che le hanno create, anche se tecnicamente chiunque può iscrivere una pubblicità se questa rientra nei parametri di tempo richiesti. Ogni lavoro, infatti, deve essere stato pubblicato e diffuso in un determinato lasso di tempo. Tecnicamente si dice che la campagna è andata on air in un dato momento.
La giuria premia le pubblicità che si sono dimostrate più creative sia nell'idea ispiratrice (il concept) sia nella realizzazione.

La partecipazione ai Leoni di Cannes è di particolare importanza per le grandi agenzie di pubblicità, che competono tra loro per ottenere quanti più riconoscimenti possibili. A questo proposito John O'Keefe, Direttore Creativo del più grande network di agenzie mondiale, la WPP Worldwide ha commentato: 

## La competizione Young Lions
Precedentemente conosciuta come competizione dei Giovani Creativi, nasce nel 1995 ed è aperta ai professionisti e professioniste della pubblicità fino a 28 anni e in coppia creativa. Presenta 4 categorie (stampa, cyber, film e media)  ed ha una struttura del tutto diversa dalla competizione dei Leoni di Cannes: mentre questa presenta lavori pubblicati nel corso dell'anno, la Young Lions è una gara a tempo.
Nella competizione per la categoria stampa la coppia creativa è composta a un art director e un copywriter. I due hanno 24 ore per creare un annuncio stampa per una organizzazione caritativa scelta apposta per la competizione. Il team analizza il brief durante la notte ed ha le successive 12 ore di lavoro (dalle 8.00 alle 20.00) per creare l'annuncio. Lo stesso principio segue la competizione cyber, dove la coppia creativa è formata da un copywriter e un web designer.
Nella categoria cyber la coppia ha due giorni per creare uno spot commerciale di 30 secondi; in quella media (aggiunta nel 2008) i team devono pensare una strategia media innovativa che stia in un budget di 1.000.000 di dollari.
Alcuni dei vincitori degli Young Lions del 2009 sono stati:
- Tristan Burrell e Lauren Cassar da Sydney (categoria media).
- Victor Alvarado e Fernando Carrera di Ogilvy Messico (categoria film).
- Clara Tehrani e Nuno Pestana Teixeira (categoria stampa), rispettivamente copywriter e art director.
- Zélia Moraes e Fred Bosch (categoria cyber), rispettivamente copywriter e art director.
- Jennifer Caldwell Navarro e Maia Livov (argento categoria stampa).

## Rassegne analoghe
Tra le competizioni ugualmente importanti ricordiamo: i Clio Awards, fondati nel 1959, e che si tengono a New York; gli Effie Awards, fondati nel 1968, organizzati dalla American Marketing Association, e che si tengono anch'essi nella città di New York.